# Liste der Baudenkmale in Rosdorf
In der Liste der Baudenkmale in Rosdorf sind alle Baudenkmale der niedersächsischen Gemeinde Rosdorf im Landkreis Göttingen aufgelistet. De rStand der Liste ist das Jahr 1993.

## Allgemein
Rosdorf wurde das erste Mal im Jahre 1004 erwähnt.
In den Spalten befinden sich folgende Informationen:
- Lage: die Adresse des Baudenkmales und die geographischen Koordinaten. Kartenansicht, um Koordinaten zu setzen. In der Kartenansicht sind Baudenkmale ohne Koordinaten mit einem roten Marker dargestellt und können in der Karte gesetzt werden. Baudenkmale ohne Bild sind mit einem blauen Marker gekennzeichnet, Baudenkmale mit Bild mit einem grünen Marker.
- Bezeichnung: Bezeichnung des Baudenkmales
- Beschreibung: die Beschreibung des Baudenkmales. Unter § 3 Abs. 2 NDSchG werden Einzeldenkmale und unter § 3 Abs. 3 NDSchG Gruppen baulicher Anlagen und deren Bestandteile ausgewiesen.
- ID: die Objekt-ID des Baudenkmales
- Bild: ein Bild des Baudenkmales, ggf. zusätzlich mit einem Link zu weiteren Fotos des Baudenkmals im Medienarchiv Wikimedia Commons. Wenn man auf das Kamerasymbol klickt, können Fotos zu Baudenkmalen aus dieser Liste hochgeladen werden:

## Atzenhausen
| Lage                                            | Bezeichnung            | Beschreibung                                                                                           | ID       | Bild           |
| ----------------------------------------------- | ---------------------- | --- | -------- | -------------- |
| Brackenberg 1 51° 25′ 59″ N, 9° 45′ 23″ O       | Forsthaus              | | 35276571 | BW             |
| Brackenberg 1 51° 26′ 0″ N, 9° 45′ 22″ O        | Backhaus               | | 35276630 | BW             |
| Brackenberg 3 51° 26′ 1″ N, 9° 45′ 25″ O        | Steinhaus              | | 35276602 | BW             |
| Brackenberg 51° 26′ 2″ N, 9° 44′ 53″ O          | Ruine der Brackenburg  | | 35276527 | Weitere Bilder |
| Lindenteichstraße 51° 25′ 13″ N, 9° 48′ 50″ O   | Thie                   | Thieplatz mit alter Linde und Steintisch                                                               | 35276440 |                |
| Lindenteichstraße 5 51° 25′ 15″ N, 9° 48′ 49″ O | Wohnhaus               | Möglicherweise besteht kein Denkmalschutz mehr, da das Haus im Denkmalatlas 2020 nicht aufgeführt ist. |          | BW             |
| Lindenteichstraße 6 51° 25′ 13″ N, 9° 48′ 50″ O | Lindenbrunnen (Quelle) | Einzeldenkmal der Baudenkmal-Gruppe Lindenteichstraße 6,8 (ID 35231453)                                | 35276463 |                |
| Lindenteichstraße 6 51° 25′ 14″ N, 9° 48′ 50″ O | Backhaus               | Einzeldenkmal der Baudenkmal-Gruppe Lindenteichstraße 6,8 (ID 35231453)                                | 35276418 | BW             |
| Lindenteichstraße 8 51° 25′ 14″ N, 9° 48′ 51″ O | Wohnhaus               | Einzeldenkmal der Baudenkmal-Gruppe Lindenteichstraße 6,8 (ID 35231453)                                | 35276484 | BW             |
| Tieberg 4 51° 25′ 10″ N, 9° 48′ 51″ O           | Kirche St. Petri       | Turm mittelalterlich, Saalbau errichtet 1821–22                                                        | 35276506 | Weitere Bilder |

## Dahlenrode
| Lage                                             | Bezeichnung                   | Beschreibung | ID       | Bild |
| ------------------------------------------------ | ----------------------------- | --- | -------- | ---- |
| Dahlenrode-Wetenborn 51° 25′ 47″ N, 9° 51′ 10″ O | Gut Wetenborn                 | Baudenkmal-Gruppe Vorwerk Gut Wetenborn, Dahlenrode mit zwei Ställen (ID 35280682 und 35280837), Speicher (ID 35278898) und Scheune (ID 35280992). | 35231468 | BW   |
| Kellerbergweg 4 51° 25′ 37″ N, 9° 50′ 12″ O      | Kirche                        | | 35276650 |      |
| Lindenbachstraße 9 51° 25′ 36″ N, 9° 50′ 7″ O    | Wohnhaus                      | | 35276695 | BW   |
| L 564, km 1,646 51° 26′ 1″ N, 9° 50′ 16″ O       | Straßenbrücke über die Dramme | Die Brücke liegt geografisch in der Gemeinde Jühnde (Barlissen), ist im Denkmalatlas jedoch der Gemeinde Rosdorf (Dahlenrode) zugeordnet.          | 35276671 |      |

## Dramfeld
| Lage                                             | Bezeichnung                             | Beschreibung | ID       | Bild           |
| ------------------------------------------------ | --------------------------------------- | --- | -------- | -------------- |
| Hauptstraße 8 51° 27′ 19″ N, 9° 53′ 8″ O         | Wohnhaus                                | | 35276737 | BW             |
| Hauptstraße 20 51° 27′ 17″ N, 9° 52′ 52″ O       | Wohnhaus                                | Das Gebäude steht möglicherweise nicht mehr unter Denkmalschutz, da es im Denkmalatlas 2020 nicht aufgeführt ist. |          | BW             |
| Hauptstraße 22 51° 27′ 16″ N, 9° 52′ 47″ O       | Wohnhaus                                | Das Gebäude steht möglicherweise nicht mehr unter Denkmalschutz, da es im Denkmalatlas 2020 nicht aufgeführt ist. |          | BW             |
| Hauptstraße 24 51° 27′ 16″ N, 9° 52′ 46″ O       | Wohnhaus                                | Das Gebäude steht möglicherweise nicht mehr unter Denkmalschutz, da es im Denkmalatlas 2020 nicht aufgeführt ist. |          | BW             |
| Hauptstraße 37 51° 27′ 19″ N, 9° 52′ 55″ O       | Wohnhaus                                | Einzeldenkmal und mit der Einfriedungsmauer (ID 35277583) zur Straße Holland Teil der Baudenkmal-Gruppe Hauptstraße 37 (ID 35231496) | 35276871 | BW             |
| Hauptstraße 38 51° 27′ 13″ N, 9° 52′ 40″ O       | Wohnhaus                                | | 35276894 | BW             |
| Hauptstraße 39 51° 27′ 18″ N, 9° 52′ 53″ O       | Wohnhaus                                | Einzeldenkmal und mit Hausnummer 37 Teil der Baudenkmal-Gruppe Hauptstraße 37 (ID 35231496) | 35276914 | BW             |
| Hauptstraße 40 51° 27′ 12″ N, 9° 52′ 40″ O       | Ehem. Wassermühlenhofanlage             | Baudenkmal-Gruppe mit Wohn-/Mühlengebäude (ID 36406755), Scheune (ID 36406882) und Scheunenanbau (ID 36406943) | 36406701 | BW             |
| Holland 51° 27′ 20″ N, 9° 52′ 57″ O              | Kirche St. Nicolai                      | Ursprungsbau wahrscheinlich 1259, um 1300 als zweigeschossige Kapelle ausgebaut, 1776 Umgestaltung (Fenster, Portal). Ehemaliger Turm 1868 abgetragen und durch Dachreiter ersetzt. Zusammen mit dem Kirchhof (ID 35276957) bildet die Kirche die Baudenkmal-Gruppe Kirchhof Dramfeld (ID 35231737) | 35276934 |                |
| Mariengarten 51° 26′ 42″ N, 9° 52′ 9″ O          | Klostergut Mariengarten                 | Das Kloster Mariengarten wurde in der Mitte des 13. Jahrhunderts auf oder in unmittelbarer Nähe der Dorfstelle des wüstgefallenen Dorfes Welderekeshusen gegründet. Baudenkmal-Gruppe. | 35231511 | Weitere Bilder |
| Mariengarten 1 51° 26′ 46″ N, 9° 52′ 3″ O        | Kloster, FW-Wohnhaus von 1840           | Einzeldenkmal der Baudenkmal-Gruppe Kloster Mariengarten (ID 35231511) | 35277094 | BW             |
| Mariengarten 51° 26′ 46″ N, 9° 52′ 4″ O          | Kloster, Tor von 1786                   | Einzeldenkmal der Baudenkmal-Gruppe Kloster Mariengarten (ID 35231511) | 35277426 |                |
| Mariengarten 51° 26′ 45″ N, 9° 52′ 1″ O          | Kloster, ehem. Schafstall               | Einzeldenkmal der Baudenkmal-Gruppe Kloster Mariengarten (ID 35231511) | 35277047 | BW             |
| Mariengarten 51° 26′ 45″ N, 9° 52′ 5″ O          | Kloster, Scheune von 1898 (16)          | Einzeldenkmal der Baudenkmal-Gruppe Kloster Mariengarten (ID 35231511) | 35277071 | BW             |
| Mariengarten 51° 26′ 46″ N, 9° 52′ 7″ O          | Kloster, Scheune von 1839 (26)          | Einzeldenkmal der Baudenkmal-Gruppe Kloster Mariengarten (ID 35231511) | 35277117 | BW             |
| Mariengarten 2 51° 26′ 45″ N, 9° 52′ 7″ O        | Kloster, Pächterwohnhaus von 1739       | Einzeldenkmal der Baudenkmal-Gruppe Kloster Mariengarten (ID 35231511) | 35277210 |                |
| Mariengarten 51° 26′ 44″ N, 9° 52′ 9″ O          | Kloster, Schafstall von 1822 (3)        | Einzeldenkmal der Baudenkmal-Gruppe Kloster Mariengarten (ID 35231511) | 35277288 | BW             |
| Mariengarten 51° 26′ 44″ N, 9° 52′ 8″ O          | Kloster Mariengarten (Geb. 2) Melkstall | Einzeldenkmal der Baudenkmal-Gruppe Kloster Mariengarten (ID 35231511) | 35277311 | BW             |
| Mariengarten 51° 26′ 43″ N, 9° 52′ 5″ O          | Kloster, Schweinestall (Geb. 14)        | Einzeldenkmal der Baudenkmal-Gruppe Kloster Mariengarten (ID 35231511) | 35277164 | BW             |
| Mariengarten 8 51° 26′ 42″ N, 9° 52′ 6″ O        | Kloster, Mühlengebäude von 1822         | Einzeldenkmal der Baudenkmal-Gruppe Kloster Mariengarten (ID 35231511) | 35277187 | BW             |
| Mariengarten 8a 51° 26′ 42″ N, 9° 52′ 7″ O       | Kloster, Deputantenwohnhaus (10)        | Einzeldenkmal der Baudenkmal-Gruppe Kloster Mariengarten (ID 35231511) | 35277265 | BW             |
| Mariengarten 51° 26′ 42″ N, 9° 52′ 8″ O          | Kloster, Fachwerkbau von 1896 (Scheune) | Einzeldenkmal der Baudenkmal-Gruppe Kloster Mariengarten (ID 35231511) | 35277242 | BW             |
| Mariengarten 51° 26′ 43″ N, 9° 52′ 9″ O          | Klosterkirche Mariengarten              | Einzeldenkmal der Baudenkmal-Gruppe Kloster Mariengarten (ID 35231511) | 35277000 |                |
| Mariengarten 51° 26′ 42″ N, 9° 52′ 10″ O         | Kloster Mariengarten (Geb. 6)           | Einzeldenkmal der Baudenkmal-Gruppe Kloster Mariengarten (ID 35231511) | 35277023 |                |
| Mariengarten 3 51° 26′ 44″ N, 9° 52′ 0″ O        | Gutsarbeiterwohnhaus                    | Einzeldenkmal der Baudenkmal-Gruppe Kloster Mariengarten (ID 35231511) | 35277449 | BW             |
| Mariengarten 5 51° 26′ 44″ N, 9° 51′ 59″ O       | Stall                                   | Einzeldenkmal der Baudenkmal-Gruppe Kloster Mariengarten (ID 35231511) | 35277472 | BW             |
| Mariengarten 7 51° 26′ 44″ N, 9° 51′ 58″ O       | Gutsarbeiterwohnhaus                    | Einzeldenkmal der Baudenkmal-Gruppe Kloster Mariengarten (ID 35231511) | 35277494 | BW             |
| Mariengarten 9 51° 26′ 44″ N, 9° 51′ 56″ O       | Gutsarbeiterwohnhaus                    | Einzeldenkmal der Baudenkmal-Gruppe Kloster Mariengarten (ID 35231511). | 35277517 | BW             |
| Mariengarten 9a (11) 51° 26′ 44″ N, 9° 51′ 55″ O | Gutsarbeiterwohnhaus                    | Einzeldenkmal der Baudenkmal-Gruppe Kloster Mariengarten (ID 35231511) | 35277540 | BW             |
| Mariengarten 51° 26′ 44″ N, 9° 52′ 5″ O          | Bach (Dramme)                           | Einzeldenkmal der Baudenkmal-Gruppe Kloster Mariengarten (ID 35231511) | 35277403 | BW             |
| Mariengarten 51° 26′ 45″ N, 9° 52′ 12″ O         | Teich                                   | Einzeldenkmal der Baudenkmal-Gruppe Kloster Mariengarten (ID 35231511) | 35277382 | BW             |

## Klein-Wiershausen
| Lage                                      | Bezeichnung | Beschreibung                                                                       | ID       | Bild           |
| ----------------------------------------- | ----------- | ---------------------------------------------------------------------------------- | -------- | -------------- |
| Dorfstraße 13 51° 30′ 26″ N, 9° 48′ 51″ O | Wohnhaus    |                                                                                    | 35277672 | BW             |
| Dorfstraße 20 51° 30′ 27″ N, 9° 48′ 50″ O | Wohnhaus    |                                                                                    | 35277692 | BW             |
| Dorfstraße 51° 30′ 26″ N, 9° 48′ 51″ O    | Tie         |                                                                                    | 35277652 |                |
| Dorfstraße 51° 30′ 27″ N, 9° 48′ 51″ O    | Kapelle     | Dreigeschossiger Turmbau von 8 mal 8 m Grundfläche, Erdgeschoss ehemals überwölbt. | 35277632 | Weitere Bilder |

## Lemshausen
| Lage                                           | Bezeichnung                   | Beschreibung | ID       | Bild |
| ---------------------------------------------- | ----------------------------- | --- | -------- | ---- |
| Gut Lemshausen 1-2 51° 28′ 40″ N, 9° 51′ 56″ O | Gut Lemshausen, Gut Reibstein | Gutsanlage des Göttinger Senators und Bankiers F. Reibstein, erbaut 1895–1901 auf dem Gelände eines ehemaligen Junkernhofes v. Mengershausen. Das Herrenhaus mit Ecktürmchen wurde 1895 vom Göttinger Architekten Georg Rott als aufwendiger Putzbau mit Werksteingliederung und Zierfachwerk geplant, es steht im Kontrast zu den schlichten Wirtschaftsgebäuden in rotem Sichtmauerwerk und einem kleinen Arbeiterwohnhaus. Baudenkmal-Gruppe bestehend aus Arbeiterwohnhaus (ID 35279352), Stall (ID 35279306), Scheune (ID 35279283), Remise (ID 35279329) und Herrenhaus (ID 35279260) | 35231539 |      |
| Im Dorfe 1 51° 29′ 3″ N, 9° 51′ 58″ O          | Backhaus                      | | 35277735 |      |
| Im Dorfe 7 51° 29′ 3″ N, 9° 51′ 54″ O          | Wohnhaus                      | Möglicherweise besteht kein Denkmalschutz mehr, da im Denkmalatlas 2020 keine Erwähnung erfolgt. |          | BW   |
| Im Dorfe 9 51° 29′ 3″ N, 9° 51′ 52″ O          | Wohnhaus                      | Teil der Baudenkmal-Gruppe Im Dorfe 9,11 (ID 35231525), jedoch laut Denkmalatlas 2020 kein Einzeldenkmal (mehr). |          | BW   |
| Im Dorfe 11 51° 29′ 3″ N, 9° 51′ 51″ O         | Wohnhaus                      | Einzeldenkmal der Baudenkmal-Gruppe Im Dorfe 9,11 (ID 35231525) | 35277799 | BW   |
| Im Dorfe 51° 29′ 3″ N, 9° 51′ 50″ O            | Kirche St. Urbanus            | Geweiht 1515, Fachwerkoberstock um 1700 erneuert, Erweiterung und Dachreiter frühes 19. Jahrhundert. Einzeldenkmal der Baudenkmal-Gruppe Im Dorfe 9,11 (ID 35231525) | 35277712 |      |

## Mengershausen
| Lage                                             | Bezeichnung                            | Beschreibung | ID       | Bild           |
| ------------------------------------------------ | -------------------------------------- | --- | -------- | -------------- |
| Hinter dem Teiche 4 51° 29′ 32″ N, 9° 52′ 0″ O   | Backhaus                               | Möglicherweise besteht kein Denkmalschutz mehr, da im Denkmalatlas 2020 keine Eintragung erfolgte. |          | BW             |
| Hinter dem Teiche 12 51° 29′ 32″ N, 9° 51′ 56″ O | Wohnhaus                               | Möglicherweise besteht kein Denkmalschutz mehr, da im Denkmalatlas 2020 keine Eintragung erfolgte. |          | BW             |
| Hinter dem Teiche 14 51° 29′ 32″ N, 9° 51′ 54″ O | Wohnhaus                               | Möglicherweise besteht kein Denkmalschutz mehr, da im Denkmalatlas 2020 keine Eintragung erfolgte. |          | BW             |
| An der Kirche 51° 29′ 26″ N, 9° 52′ 0″ O         | Kirche                                 | Erbaut 1793 durch Georg Heinrich Borheck. Klassizistischer schlichter Putzbau mit Eckquadern und Einfassungen aus Sandstein. | 35277821 | Weitere Bilder |
| An der Kirche 51° 29′ 26″ N, 9° 51′ 59″ O        | Kirchplatz                             | Kirchplatz mit Kriegerdenkmal | 35277842 |                |
| Lindenstraße 7 51° 29′ 27″ N, 9° 52′ 22″ O       | Wohn-/Wirtschaftsgebäude               | | 35277863 |                |
| Lindenstraße 10 51° 29′ 28″ N, 9° 52′ 20″ O      | Wohnhaus                               | Möglicherweise besteht kein Denkmalschutz mehr, da im Denkmalatlas 2020 keine Eintragung erfolgte. |          | BW             |
| Lindenstraße 37 51° 29′ 25″ N, 9° 52′ 2″ O       | Wohnhaus                               | Möglicherweise besteht kein Denkmalschutz mehr, da im Denkmalatlas 2020 keine Eintragung erfolgte. |          | BW             |
| Lindenstraße 38 51° 29′ 24″ N, 9° 51′ 58″ O      | Hofanlage Lindenstraße 38              | Baudenkmal-Gruppe bestehend aus Wohnhaus (ID 35277927), Scheune (ID 35277905) und Stall (ID 35277949). | 35231581 |                |
| Oershausen 1 51° 28′ 53″ N, 9° 49′ 57″ O         | Vorwerk Örshausen                      | Das Vorwerk des Klosters Hilwartshausen besteht aus einer Sandsteinscheune, einem Stall-Speicher-Gebäude aus Natursteinmauerwerk, einem daran angebauten zweigeschossigen Fachwerkwohnhaus (um 1850), einem weiteren eingeschossigen Fachwerk-Wohngebäude sowie einer eingeschossigen Remise in Fachwerkbauweise. Baudenkmal-Gruppe bestehend aus Wohnhäusern (ID 35279490), Remise (ID 35279559), Scheune (ID 35279536) und Stall (ID 35279513). | 35231567 |                |
| Tiefenbrunn 27 51° 29′ 56″ N, 9° 52′ 18″ O       | Nieders. LKH, "Rasemühle"              | Einzeldenkmal der Baudenkmal-Gruppe Nds.Landeskrankenhaus Tiefenbrunn (ID 35231595) | 35279996 | Weitere Bilder |
| Tiefenbrunn 9, 17 51° 29′ 59″ N, 9° 52′ 13″ O    | Wohnhäuser                             | Einzeldenkmal der Baudenkmal-Gruppe Nds.Landeskrankenhaus Tiefenbrunn (ID 35231595) | 35280039 | BW             |
| Tiefenbrunn 15/16 51° 30′ 0″ N, 9° 52′ 18″ O     | Nieders. LKH, Verwaltung               | Einzeldenkmal der Baudenkmal-Gruppe Nds.Landeskrankenhaus Tiefenbrunn (ID 35231595) | 35280061 |                |
| Tiefenbrunn 24 51° 29′ 53″ N, 9° 52′ 25″ O       | Nieders. LKH, "Villa"                  | Einzeldenkmal der Baudenkmal-Gruppe Nds.Landeskrankenhaus Tiefenbrunn (ID 35231595) | 35280149 |                |
| Tiefenbrunn 25 51° 29′ 54″ N, 9° 52′ 23″ O       | Nieders. LKH, "Teichhaus"              | Einzeldenkmal der Baudenkmal-Gruppe Nds.Landeskrankenhaus Tiefenbrunn (ID 35231595) | 35280105 |                |
| Tiefenbrunn 26 51° 29′ 56″ N, 9° 52′ 22″ O       | Nieders. LKH, "Sonnenhaus"             | Einzeldenkmal der Baudenkmal-Gruppe Nds.Landeskrankenhaus Tiefenbrunn (ID 35231595) | 35280083 | BW             |
| Tiefenbrunn 28 51° 29′ 58″ N, 9° 52′ 26″ O       | Birkenhaus                             | Einzeldenkmal der Baudenkmal-Gruppe Nds.Landeskrankenhaus Tiefenbrunn (ID 35231595) | 35280193 |                |
| Tiefenbrunn 51° 29′ 54″ N, 9° 52′ 25″ O          | Nieders. LKH, Park                     | Einzeldenkmal der Baudenkmal-Gruppe Nds.Landeskrankenhaus Tiefenbrunn (ID 35231595) | 35280171 |                |
| Tiefenbrunn 51° 29′ 57″ N, 9° 52′ 16″ O          | Nieders. LKH, Teiche (u.a. Rasespring) | Einzeldenkmal der Baudenkmal-Gruppe Nds.Landeskrankenhaus Tiefenbrunn (ID 35231595) | 35280018 |                |
| Tiefenbrunn 51° 29′ 54″ N, 9° 52′ 29″ O          | Nieders. LKH Tiefenbrunn, Bach (Rase)  | Einzeldenkmal der Baudenkmal-Gruppe Nds.Landeskrankenhaus Tiefenbrunn (ID 35231595) | 35279974 |                |

## Obernjesa
| Lage                                          | Bezeichnung                     | Beschreibung | ID       | Bild           |
| --------------------------------------------- | ------------------------------- | --- | -------- | -------------- |
| Am Tie 51° 27′ 42″ N, 9° 54′ 54″ O            | Kirche St. Marien               | Erstmals 1284 schriftlich erwähnt, Kirchturm im Kern mittelalterlich. Denkmalgeschützt ist auch die Einfriedungsmauer (ID 35278430) entlang der Steintorstraße und der Gedenkstein (ID 35278108) auf dem Kirchhof. | 35278086 | Weitere Bilder |
| An der Dramme 3 51° 27′ 40″ N, 9° 55′ 8″ O    | Wohnhaus                        | | 35278128 |                |
| An der Dramme 11 51° 27′ 41″ N, 9° 55′ 6″ O   | Wohnhaus                        | | 35278330 |                |
| An der Dramme 11 51° 27′ 41″ N, 9° 55′ 7″ O   | Wirtschaftsgebäude              | | 35277993 |                |
| Angerstraße 13/15 51° 27′ 51″ N, 9° 55′ 3″ O  | Wohnhaus                        | Möglicherweise besteht kein Denkmalschutz mehr, da im Denkmalatlas 2020 keine Eintragung erfolgte. |          |                |
| Angerstraße 21/23 51° 27′ 49″ N, 9° 55′ 8″ O  | Hofanlage Angerstraße 21/23     | Baudenkmal-Gruppe bestehend aus Wohnhaus Angerstraße 21 (ID 35278480), Wohnhaus Angerstraße 23 (ID 35278524) und den großen, südlich in U-Form angeordneten Scheunen (ID 35278568).                                | 35231610 |                |
| Dramfelder Straße 51° 27′ 36″ N, 9° 55′ 11″ O | Brücke (1863) am östl. Ortsrand | Sandsteinbogenbrücke, erbaut Mitte des 19. Jahrhunderts | 35276979 |                |
| Drammestraße 1 51° 27′ 49″ N, 9° 54′ 59″ O    | Wohnhaus                        | Geschützt ist auch der Staketzaun (ID 35278356), der das Grundstück im Norden und Westen umschließt. | 35278170 |                |
| Hohlebachsweg 4 51° 27′ 50″ N, 9° 54′ 50″ O   | Hofanlage Hohlebachsweg 4       | Baudenkmal-Gruppe bestehend aus Wohnhaus (ID 35278502) und Scheune (ID 35278546) | 35231624 |                |
| Mühlenhof 2 51° 27′ 33″ N, 9° 55′ 10″ O       | Mühle                           | „Gasthof zur Mühle“ | 35278237 |                |
| Steintorstraße 51° 27′ 53″ N, 9° 54′ 48″ O    | Ehrenmal auf dem Friedhof       | | 35278257 |                |
| Steintorstraße 8 51° 27′ 47″ N, 9° 54′ 55″ O  | Hof                             | Der Hof besteht nicht mehr, da das Wohnhaus und die Scheune im Juni 1994 niederbrannten. |          | BW             |
| Steintorstraße 12 51° 27′ 45″ N, 9° 54′ 54″ O | Hofanlage Steintorstr. 12       | Baudenkmal-Gruppe bestehend aus Wirtschaftsgebäude (ID 35278041), Wohnhaus (ID 35278301) und der Hofpflasterung (ID 35278377).                                                                                     | 35231652 |                |

## Rosdorf
| Lage                                                    | Bezeichnung                      | Beschreibung | ID       | Bild |
| ------------------------------------------------------- | -------------------------------- | --- | -------- | ---- |
| Am Plan 51° 30′ 13″ N, 9° 53′ 56″ O                     | Kirche St. Johannis              | Geschützt ist auch der Kirchhof (ID 35278725) südlich der Kirche, dessen Baumbestand (ID 35280332) und das Ehrenmal (ID 35278705). | 35278684 |      |
| Am Plan 3 51° 30′ 13″ N, 9° 53′ 55″ O                   | Magistratshof, ehem.             | Bildet mit dem Wirtschaftsgebäude (ID 35278769) nebenan die Baudenkmal-Gruppe Am Plan 3 (ID 35231312) | 35278746 |      |
| Am Plan 6 51° 30′ 17″ N, 9° 53′ 55″ O                   | Hofanlage Am Plan 6              | Baudenkmal-Gruppe bestehend aus Wohn-/Wirtschaftsgebäude (ID 35280550), Wirtschaftsgebäude (ID 35280705), Wohnhaus (ID 35281015) und dem südlichen Teil der Unteren Mühle (ID 35280237)                                                                            | 35231326 |      |
| Am Plan 10 51° 30′ 16″ N, 9° 53′ 55″ O                  | Wohn-/Wirtschaftsgebäude         | | 35278814 |      |
| Am Plan 12 51° 30′ 13″ N, 9° 53′ 53″ O                  | Gutspächterwohnung, ehem.        | | 35278834 | BW   |
| Am Plan 14 51° 30′ 12″ N, 9° 53′ 54″ O                  | Pfarrhaus                        | Natursteinbau aus der zweiten Hälfte des 19. Jahrhunderts im Rundbogenstil mit aufwendiger Gliederung | 35278855 |      |
| An der Dehne, Vor dem Berge 51° 29′ 53″ N, 9° 53′ 49″ O | Jüdischer Friedhof               | Bildet gleichzeitig die Baudenkmal-Gruppe Jüdischer Friedhof Rosdorf (ID 35231065) | 35278656 |      |
| Göttinger Straße 19 51° 30′ 27″ N, 9° 54′ 14″ O         | Doppelwohnhaus                   | | 35278921 |      |
| Göttinger Straße 21 51° 30′ 28″ N, 9° 54′ 14″ O         | Doppelwohnhaus                   | | 35278942 |      |
| Göttinger Straße 35 51° 30′ 32″ N, 9° 54′ 19″ O         | Wohnhaus                         | | 35279009 |      |
| Kirchstraße 51° 30′ 13″ N, 9° 53′ 49″ O                 | Thie                             | | 35279655 |      |
| Kirchstraße 3a 51° 30′ 12″ N, 9° 53′ 48″ O              | Wohn-/Wirtschaftsgebäude         | | 35279674 |      |
| Lange Straße 9 51° 30′ 18″ N, 9° 53′ 59″ O              | Hofanlage Lange Straße 9/9a      | Baudenkmal-Gruppe bestehend aus Wohn-/Wirtschaftsgebäude (ID 35279716), Werkstattanbau (ID 45614359), Wirtschaftsgebäude (ID 45614377) und Scheune (ID 45613120)                                                                                                   | 35231369 |      |
| Lange Straße 23 51° 30′ 13″ N, 9° 54′ 1″ O              |                                  | Das Gebäude existiert nicht mehr. |          | BW   |
| Maschstraße 8 51° 30′ 22″ N, 9° 53′ 53″ O               | Wohn-/Wirtschaftsgebäude         | | 35279760 |      |
| Obere Mühlenstraße 3 51° 30′ 15″ N, 9° 53′ 33″ O        | Obere Mühlenstraße 3             | Ensemble der Obermühle an der Rase am Westrand des Ortes Baudenkmal-Gruppe bestehend aus Obere Mühle (ID 35279780) und dem Bachverlauf an der Mühle (ID 35279803).                                                                                                 | 35231397 |      |
| Olenhuser Landstraße 2 51° 30′ 23″ N, 9° 53′ 45″ O      | Hofanlage Olenhuser Landstraße 2 | Baudenkmal-Gruppe ohne Einzeldenkmal | 35231411 |      |
| Schmiedestraße 13 51° 30′ 11″ N, 9° 53′ 31″ O           | Hofanlage Schmiedestraße 13      | Baudenkmal-Gruppe ohne Einzeldenkmal | 35231425 |      |
| Sellenfried 1 51° 30′ 10″ N, 9° 54′ 0″ O                | Gasthof, ehem.                   | | 35279869 |      |
| Sellenfried 6 51° 30′ 11″ N, 9° 53′ 51″ O               | Wohnhaus                         | | 35279890 |      |
| Sellenfried 16 51° 30′ 8″ N, 9° 53′ 47″ O               | Wohnhaus                         | Das Originalgebäude wurde durch Feuer beschädigt und später abgerissen. Im Denkmalatlas ist zusätzlich ein Staketzaun (ID 35280374) und ein Baum (ID 35280353) eingetragen, die sich auf den vorherigen Zustand beziehen. Mittlerweile entstand ein neues Gebäude. | 35279910 | BW   |
| Sellenfried 23 51° 30′ 9″ N, 9° 53′ 50″ O               | Hofanlage Sellenfried 23         | Baudenkmal-Gruppe bestehend aus Scheune (ID 35280572), Gewächshaus (ID 35280882) und Stall (ID 35280727). | 35231439 |      |
| Untere Mühlenstraße 14 51° 30′ 19″ N, 9° 53′ 52″ O      | Wohnhaus                         | | 35280215 |      |
| Untere Mühlenstraße 16 51° 30′ 18″ N, 9° 53′ 55″ O      | Untere Mühle                     | Zweigeschossiges Fachwerkgebäude unter gestelztem Walmdach aus der zweiten Hälfte des 18. Jahrhunderts | 35280237 |      |

## Settmarshausen
| Lage                                           | Bezeichnung                                        | Beschreibung | ID       | Bild |
| ---------------------------------------------- | -------------------------------------------------- | --- | -------- | ---- |
| Alte Dorfstraße 51° 30′ 25″ N, 9° 49′ 52″ O    | Kirche                                             | | 35281244 |      |
| Alte Dorfstraße 51° 30′ 25″ N, 9° 49′ 51″ O    | Ehrenmal                                           | | 35281286 | BW   |
| Dransfelder Rampe 51° 30′ 54″ N, 9° 50′ 7″ O   | Unterführung ehem. Bahnlinie Göttingen-Hann.Münden | | 35281225 |      |
| Dransfelder Rampe 51° 30′ 57″ N, 9° 49′ 24″ O  | Durchlass                                          | Durchlass (Unterirdisches Bauwerk) | 39524427 |      |
| Gut Olenhusen, K34 51° 30′ 19″ N, 9° 51′ 30″ O | Wegweiser bei Gut Olenhusen                        | | 35281266 |      |
| Gut Olenhusen 51° 30′ 19″ N, 9° 51′ 23″ O      | Rittergut Olenhusen                                | Gutsanlage mit Park und Kapelle, bereits im Mittelalter befestigter Adelssitz im Tal des Grundbachs. Reste der Befestigung erhalten, Herrenhaus im Zweiten Weltkrieg bis auf den erhaltenen Treppenturm zerstört. | 35231666 |      |
| Gut Olenhusen 1 51° 30′ 15″ N, 9° 51′ 36″ O    | Gut Olenhusen, Gutsarbeiterhaus                    | Einzeldenkmal der Baudenkmal-Gruppe Gut Olenhusen, Waldgut (ID 35231666) | 35279122 | BW   |
| Gut Olenhusen 51° 30′ 18″ N, 9° 51′ 29″ O      | Gut Olenhusen, Gebäude                             | Einzeldenkmal der Baudenkmal-Gruppe Gut Olenhusen, Waldgut (ID 35231666) | 45636062 | BW   |
| Gut Olenhusen 51° 30′ 19″ N, 9° 51′ 29″ O      | Gut Olenhusen, Bruchsteineinfriedungen             | Einzeldenkmal der Baudenkmal-Gruppe Gut Olenhusen, Waldgut (ID 35231666) | 35280306 |      |
| Gut Olenhusen 51° 30′ 19″ N, 9° 51′ 28″ O      | Gut Olenhusen, Schmiede                            | Einzeldenkmal der Baudenkmal-Gruppe Gut Olenhusen, Waldgut (ID 35231666) | 35281131 | BW   |
| Gut Olenhusen 51° 30′ 19″ N, 9° 51′ 26″ O      | Gut Olenhusen, Scheune                             | Einzeldenkmal der Baudenkmal-Gruppe Gut Olenhusen, Waldgut (ID 35231666) | 45603775 | BW   |
| Gut Olenhusen 51° 30′ 20″ N, 9° 51′ 24″ O      | Gut Olenhusen, Scheune                             | Einzeldenkmal der Baudenkmal-Gruppe Gut Olenhusen, Waldgut (ID 35231666) | 35281084 | BW   |
| Gut Olenhusen 7 51° 30′ 18″ N, 9° 51′ 28″ O    | Gut Olenhusen, Wohnhaus                            | Einzeldenkmal der Baudenkmal-Gruppe Gut Olenhusen, Waldgut (ID 35231666) | 35281178 | BW   |
| Gut Olenhusen 51° 30′ 18″ N, 9° 51′ 27″ O      | Gut Olenhusen, Reitstall                           | Einzeldenkmal der Baudenkmal-Gruppe Gut Olenhusen, Waldgut (ID 35231666) | 45638292 | BW   |
| Gut Olenhusen 9 51° 30′ 18″ N, 9° 51′ 25″ O    | Gut Olenhusen, Wohn-/Wirtschaftsgebäude            | Einzeldenkmal der Baudenkmal-Gruppe Gut Olenhusen, Waldgut (ID 35231666) | 35279053 | BW   |
| Gut Olenhusen 51° 30′ 18″ N, 9° 51′ 23″ O      | Gut Olenhusen, ehem. Kuhstall                      | Einzeldenkmal der Baudenkmal-Gruppe Gut Olenhusen, Waldgut (ID 35231666) | 45638150 | BW   |
| Gut Olenhusen 11 51° 30′ 18″ N, 9° 51′ 22″ O   | Gut Olenhusen, ehem. Wohnhaus des Gutsverwalters   | Einzeldenkmal der Baudenkmal-Gruppe Gut Olenhusen, Waldgut (ID 35231666) | 35279029 | BW   |
| Gut Olenhusen 51° 30′ 19″ N, 9° 51′ 21″ O      | Gut Olenhusen, Kapelle                             | Einzeldenkmal der Baudenkmal-Gruppe Gut Olenhusen, Waldgut (ID 35231666) | 35279099 |      |
| Gut Olenhusen 51° 30′ 19″ N, 9° 51′ 20″ O      | Gut Olenhusen, Befestigungsturm, ehem.             | Einzeldenkmal der Baudenkmal-Gruppe Gut Olenhusen, Waldgut (ID 35231666) | 35279168 |      |
| Gut Olenhusen 51° 30′ 19″ N, 9° 51′ 22″ O      | Gut Olenhusen, Keller                              | Einzeldenkmal der Baudenkmal-Gruppe Gut Olenhusen, Waldgut (ID 35231666) | 45640189 | BW   |
| Gut Olenhusen 51° 30′ 19″ N, 9° 51′ 21″ O      | Gut Olenhusen, Taufstein                           | Einzeldenkmal der Baudenkmal-Gruppe Gut Olenhusen, Waldgut (ID 35231666) | 45639863 | BW   |
| Gut Olenhusen 51° 30′ 19″ N, 9° 51′ 21″ O      | Gut Olenhusen, ehem. Treppenturm                   | Einzeldenkmal der Baudenkmal-Gruppe Gut Olenhusen, Waldgut (ID 35231666) | 35279076 | BW   |
| Gut Olenhusen 51° 30′ 19″ N, 9° 51′ 20″ O      | Gut Olenhusen, Befestigungsmauer, ehem.            | Einzeldenkmal der Baudenkmal-Gruppe Gut Olenhusen, Waldgut (ID 35231666) | 35279145 | BW   |
| Gut Olenhusen 51° 30′ 20″ N, 9° 51′ 21″ O      | Gut Olenhusen, ehem. Pferdestall                   | Einzeldenkmal der Baudenkmal-Gruppe Gut Olenhusen, Waldgut (ID 35231666) | 45638087 | BW   |
| Gut Olenhusen 13 51° 30′ 20″ N, 9° 51′ 21″ O   | Gut Olenhusen, Wohnhaus                            | Einzeldenkmal der Baudenkmal-Gruppe Gut Olenhusen, Waldgut (ID 35231666) | 35281037 | BW   |
| Gut Olenhusen 51° 30′ 19″ N, 9° 51′ 18″ O      | Gut Olenhusen, Brücke (Beeke)                      | Einzeldenkmal der Baudenkmal-Gruppe Gut Olenhusen, Waldgut (ID 35231666) | 46035147 | BW   |
| Gut Olenhusen 51° 30′ 15″ N, 9° 51′ 17″ O      | Gut Olenhusen, Brücke (Grundbach)                  | Einzeldenkmal der Baudenkmal-Gruppe Gut Olenhusen, Waldgut (ID 35231666) | 45640440 | BW   |
| Gut Olenhusen 51° 30′ 14″ N, 9° 51′ 17″ O      | Gut Olenhusen, Gutspark                            | Park mit Landwehr und Grabstein. Einzeldenkmal der Baudenkmal-Gruppe Gut Olenhusen, Waldgut (ID 35231666) | 35279214 | BW   |
| Heissental 51° 28′ 57″ N, 9° 49′ 17″ O         | Vorwerk Heißental                                  | Baudenkmal-Gruppe | 35231553 | BW   |
| Heissental 1 51° 28′ 57″ N, 9° 49′ 18″ O       | Vorwerk Heißental, Wohnhaus                        | Einzeldenkmal der Baudenkmal-Gruppe Vorwerk Heißental (ID 35231553) | 35279375 | BW   |
| Heissental 51° 28′ 57″ N, 9° 49′ 16″ O         | Vorwerk Heißental, Scheune                         | Einzeldenkmal der Baudenkmal-Gruppe Vorwerk Heißental (ID 35231553) | 35279421 | BW   |
| Heissental 51° 28′ 57″ N, 9° 49′ 15″ O         | Vorwerk Heißental, Kuhstall                        | Einzeldenkmal der Baudenkmal-Gruppe Vorwerk Heißental (ID 35231553) | 35279467 | BW   |
| Heissental 51° 28′ 56″ N, 9° 49′ 16″ O         | Vorwerk Heißental, Schafstall                      | Einzeldenkmal der Baudenkmal-Gruppe Vorwerk Heißental (ID 35231553) | 35279444 | BW   |
| Heissental 51° 28′ 56″ N, 9° 49′ 18″ O         | Vorwerk Heißental, Gesindehaus                     | Einzeldenkmal der Baudenkmal-Gruppe Vorwerk Heißental (ID 35231553) | 35279398 | BW   |

## Sieboldshausen
| Lage                                          | Bezeichnung              | Beschreibung | ID       | Bild           |
| --------------------------------------------- | ------------------------ | --- | -------- | -------------- |
| Am Kuhberg 51° 28′ 4″ N, 9° 53′ 17″ O         | Kriegerdenkmal 1914/18   | | 35281311 |                |
| Am Sportplatz 1 51° 28′ 22″ N, 9° 53′ 28″ O   | Scheune                  | Eine Scheune existiert bei dieser Adresse nicht (mehr). |          | BW             |
| Hessebergstraße 1 51° 28′ 14″ N, 9° 53′ 16″ O | Wohnhaus                 | Einzeldenkmal der Baudenkmal-Gruppe Hessebergstr. 1,3,5/Tiestraße (ID 35231681) | 35281355 |                |
| Hessebergstraße 3 51° 28′ 15″ N, 9° 53′ 18″ O | Pfarrhaus                | Exponiert gelegenes, zweigeschossiges Fachwerkgebäude mit eingeschossigem Anbau unter hohem Walmdach, erbaut 1883. Einzeldenkmal der Baudenkmal-Gruppe Hessebergstr. 1,3,5/Tiestraße (ID 35231681) | 35281377 |                |
| Hessebergstraße 5 51° 28′ 14″ N, 9° 53′ 17″ O | Kirche St. Martini       | Ev. Martinskirche Einzeldenkmal der Baudenkmal-Gruppe Hessebergstr. 1,3,5/Tiestraße (ID 35231681)                                                                                                  | 35281399 | Weitere Bilder |
| Holzweg 1 51° 28′ 20″ N, 9° 53′ 32″ O         | Wohnhaus                 | Möglicherweise besteht kein Denkmalschutz für das Objekt mehr, da es im Denkmalatlas 2020 nicht aufgeführt ist.                                                                                    |          | BW             |
| Kirchgasse 16 51° 28′ 13″ N, 9° 53′ 8″ O      | Altes Wohnhaus           | | 35281422 | BW             |
| Sieboldstraße 5 51° 28′ 20″ N, 9° 53′ 28″ O   |                          | Möglicherweise besteht kein Denkmalschutz für das Objekt mehr, da es im Denkmalatlas 2020 nicht aufgeführt ist.                                                                                    |          | BW             |
| Sieboldstraße 18 51° 28′ 19″ N, 9° 53′ 23″ O  | Schmiede, ehem.          | Bildet mit dem Nebengebäude (ID 35281466) östlich die Baudenkmal-Gruppe Sieboldstraße 18 (ID 35231695)                                                                                             | 35281443 |                |
| Sieboldstraße 20 51° 28′ 19″ N, 9° 53′ 22″ O  | Wohn-/Wirtschaftsgebäude | | 35281488 |                |
| Sieboldstraße 26 51° 28′ 18″ N, 9° 53′ 19″ O  | Gaststätte               | | 35281508 |                |
| Tiestraße 51° 28′ 15″ N, 9° 53′ 20″ O         | Tieplatz                 | | 35281528 |                |
| Tiestraße 3 51° 28′ 15″ N, 9° 53′ 23″ O       | Wohnhaus                 | Möglicherweise besteht kein Denkmalschutz für das Objekt mehr, da es im Denkmalatlas 2020 nicht aufgeführt ist.                                                                                    |          | BW             |
| Tiestraße 7 51° 28′ 13″ N, 9° 53′ 20″ O       | Wohn-/Wirtschaftsgebäude | | 35281572 |                |

## Volkerode
| Lage                                               | Bezeichnung              | Beschreibung                                                                                                | ID       | Bild           |
| -------------------------------------------------- | ------------------------ | --- | -------- | -------------- |
| An der Tränke 51° 28′ 4″ N, 9° 51′ 21″ O           | Kirche                   | 1892 erbaute Kirche als dritte an gleicher Stelle                                                           | 35281596 | Weitere Bilder |
| Karl-Bertling-Straße 9 51° 28′ 1″ N, 9° 51′ 20″ O  | Wohnhaus                 | Vermutlich besteht kein Denkmalschutz für das Objekt mehr, da es im Denkmalatlas 2020 nicht aufgeführt ist. |          | BW             |
| Karl-Bertling-Straße 15 51° 28′ 1″ N, 9° 51′ 16″ O | Wohnhaus                 | Vermutlich besteht kein Denkmalschutz für das Objekt mehr, da es im Denkmalatlas 2020 nicht aufgeführt ist. |          | BW             |
| Oberdorf 6 51° 28′ 8″ N, 9° 51′ 16″ O              | Wohn-/Wirtschaftsgebäude | | 35281639 | BW             |
| Unterdorf 51° 28′ 7″ N, 9° 51′ 21″ O               | Thieplatz                | Thieplatz mit Einfriedungsmauern und Baumbestand an der Einmündung Oberdorf/Unterdorf/An der Tränke         | 35281659 |                |
| Unterdorf 3 51° 28′ 8″ N, 9° 51′ 28″ O             | Wohnhaus                 | Vermutlich besteht kein Denkmalschutz für das Objekt mehr, da es im Denkmalatlas 2020 nicht aufgeführt ist. |          | BW             |
| Unterdorf 6 51° 28′ 9″ N, 9° 51′ 29″ O             | Wohnhaus                 | Vermutlich besteht kein Denkmalschutz für das Objekt mehr, da es im Denkmalatlas 2020 nicht aufgeführt ist. |          | BW             |
| Unterdorf 7 51° 28′ 5″ N, 9° 51′ 23″ O             | Wohnhaus                 | | 35281727 | BW             |
| Unterdorf 8 51° 28′ 8″ N, 9° 51′ 24″ O             | Wohnhaus                 | Vermutlich besteht kein Denkmalschutz für das Objekt mehr, da es im Denkmalatlas 2020 nicht aufgeführt ist. |          | BW             |